# 280
Évszázadok: 2. század – 3. század – 4. század
Évtizedek: 230-as évek – 240-es évek – 250-es évek – 260-as évek – 270-es évek – 280-as évek – 290-es évek – 300-as évek – 310-es évek – 320-as évek – 330-as évek
Évek: 275 – 276 – 277 – 278 –  279 – 280 – 281 – 282 – 283 – 284 – 285

## Események

### Római Birodalom
- (L. Valerius?) Messallát és (Vettius?) Gratust választják consulnak.
- Proculus galliai légióparancsnok Lugdunum polgárainak biztatására fellázad és császárrá kiáltja ki magát. Probus császár Syriából (ahol a perzsák elleni háborút készítette elő) erőltetett menetben Galliába ér, mire Proculus északra menekül és a frankoktól kér segítséget, de ők elfogják és kiadják Probusnak. Az uralkodó a következő évben kivégezteti a lázadót, de családját megkíméli.
- A germánok felgyújtják a rajnai hajóhadat. Parancsnoka, Bonosus a büntetéstől való félelmében Colonia Agrippinában fellázad és ő is császárrá nyilvánítja magát. Vereséget szenved Probustól, utána pedig öngyilkos lesz.
- Fellázad Iulius Saturninus syriai helytartó is, de saját katonái rövidesen megölik.
- A rómaiak legyőzik a Felső-Egyiptomba betörő blemmiket.

### Kína
- Vu állam seregei minden fronton vereséget szenvednek a Csin-dinasztia betörő seregeitől, Cseng Ti kancellár is elesik az egyik csatában. Május 1-én Szun Hao vui császár kapitulál. A Csin-dinasztia annektálja Vut, ezzel hatvan év után újraegyesíti Kínát és véget ér a három királyság kora.

## Halálozások
- Bonosus, római trónkövetelő
- Iulius Saturninus, római trónkövetelő

## Fordítás
- Ez a szócikk részben vagy egészben  a(z)   280 című angol Wikipédia-szócikk ezen változatának fordításán alapul.  Az eredeti cikk szerkesztőit annak laptörténete sorolja fel. Ez a jelzés csupán a megfogalmazás eredetét és a szerzői jogokat jelzi, nem szolgál a cikkben szereplő információk forrásmegjelöléseként.